# Toro Rosso STR3
De Toro Rosso STR3 is een Formule 1-auto die gebruikt werd door Toro Rosso in het seizoen 2008. De wagen werd op 16 april 2008 officieel voorgesteld op het Circuit de Barcelona-Catalunya nadat testrijder Brendon Hartley er op 2 april al mee getest had.
De wagen werd voor het eerst ingezet in de Grand Prix van Monaco nadat het team de eerste races afgewerkt had met een geüpdatete versie van de Toro Rosso STR2.
Sebastian Vettel gaf de wagen als naam "Julie" en reed ermee naar zijn eerste overwinning in de Grand Prix van Italië.

## Resultaten
| Resultaat                       |
| ------------------------------- |
| Winnaar                         |
| Tweede plaats                   |
| Derde plaats                    |
| Gefinisht (punten behaald)      |
| Gefinisht (geen punten behaald) |
| Niet geklasseerd (NC)           |
| Uitgevallen (DNF)               |
| Niet gekwalificeerd (DNQ)       |
| Gediskwalificeerd (DSQ)         |
| Niet gestart (DNS)              |
| Gewond (INJ)                    |
| Uitgesloten (EX)                |
| Teruggetrokken (WD)             |
| Niet deelgenomen (blanco cel)   |
| P Pole position                 |
| S Snelste ronde                 |

| Jaar | Chassis         | Motor       | Banden | Coureurs           | 1   | 2   | 3   | 4   | 5   | 6   | 7   | 8   | 9   | 10  | 11  | 12  | 13  | 14  | 15  | 16  | 17  | 18  | Punten | WK-plaats |
| ---- | --------------- | ----------- | ------ | ------------------ | --- | --- | --- | --- | --- | --- | --- | --- | --- | --- | --- | --- | --- | --- | --- | --- | --- | --- | ------ | --------- |
| 2008 | Toro Rosso STR3 | Ferrari 056 | B      |                    | AUS | MAL | BHR | SPA | TUR | MON | CAN | FRA | GBR | DUI | HON | EUR | BEL | ITA | SIN | JPN | CHN | BRA | 39*    | 6         |
| 2008 | Toro Rosso STR3 | Ferrari 056 | B      | Sébastien Bourdais | 7   | DNF | 15  | DNF | DNF | DNF | 13  | 17  | 11  | 12  | 18  | 10  | 7   | 18  | 12  | 10  | 13  | 14  | 39*    | 6         |
| 2008 | Toro Rosso STR3 | Ferrari 056 | B      | Sebastian Vettel   | DNF | DNF | DNF | DNF | 17  | 5   | 8   | 12  | DNF | 8   | DNF | 6   | 5   | 1P  | 5   | 6   | 9   | 4   | 39*    | 6         |
| Jaar | Chassis         | Motor       | Banden | Coureurs           | 1   | 2   | 3   | 4   | 5   | 6   | 7   | 8   | 9   | 10  | 11  | 12  | 13  | 14  | 15  | 16  | 17  | 18  | Punten | WK-plaats |

- Met de STR3 werden 37 punten behaald.